# Tour Vauban (Epiry)
Pour les articles homonymes, voir Tour Vauban.
 (septembre 2015).
Si vous disposez d'ouvrages ou d'articles de référence ou si vous connaissez des sites web de qualité traitant du thème abordé ici, merci de compléter l'article en donnant les références utiles à sa vérifiabilité et en les liant à la section « Notes et références ».
Le château d'Epiry dans le département de la Nièvre dans la commune d'Epiry, est une ancienne maison-forte dont ne subsiste qu'une tour dite Tour Vauban qui fait l’objet d’une inscription au titre des monuments historiques depuis le 23 février 2010.

## Historique
Ce château était celui de Claude d'Osnay, baron d'Epiry, père de Jeanne d'Osnay, qui épousa Sébastien Le Prestre de Vauban (1633-1707) en ce lieu le 25 mars 1660. Elle a 20 ans et est orpheline de mère. Le couple s'installe dans le château d'Epiry. À peine marié depuis deux mois, Vauban est rappelé par le service du roi pour procéder au démantèlement de la place forte de Nancy rendue au duc de Lorraine. Par la suite, il ne revit plus sa femme que le temps de brefs séjours (32 mois sur 449 que dura leur mariage). Lorsque Jeanne, en juin 1661, met au monde une petite fille, Charlotte, son mari est à Nancy.
Charlotte épousera, le 26 mars 1680, en l’église d’Epiry, en Morvan, Jacques-Louis de Mesgrigny, neveu de Jean de Mesgrigny, grand ami de Vauban, compagnon de siège, ingénieur, lieutenant général et gouverneur de la citadelle de Tournai. Jean-Charles de Mesgrigny, comte d’Aunay (1680-1763), fils de Charlotte Le Prestre de Vauban et de Jacques de Mesgrigny, reçut les papiers de Vauban en héritage (dont les manuscrits des Oisivetés, désormais propriété de la famille de Louis Le Peletier de Rosanbo, président à mortier au parlement de Paris et héritier de Charlotte de Mesgrigny dans la mesure où il a épousé sa fille unique, Marie-Claire Edmée de Mesgrigny, en 1738. Les manuscrits sont aujourd’hui conservés dans le château familial de Rosanbo (Côtes d’Armor) et microfilmés aux Archives nationales.
Sa femme lui donnera deux filles survivantes, la progéniture masculine ayant prématurément disparu.
Ils vécurent là deux ou trois ans. La plaque noire avec inscription à la mémoire du grand homme fut placée là par ordre de Napoléon Ier qui était admiratif du maréchal.

## Architecture
En 1900, lorsqu'il est venu chasser le perdreau dans la région, Georges Clemenceau écrit :

« Encastrée dans les bâtiments d'une ferme, la tour carrée dresse sa masse grise, inexpressive, percée, comme au hasard, de fenêtres grillées, de lucarnes de meurtrières, et aux quatre pans d'un toit de tuiles où une sombre floraison de lichens couronne d'une patine d'automne le roc inentamée de la forteresse. Le reste de la construction s'en est allé on ne sait où. Les communs ont rejoint le château. De grands portiques de pierre attestent qu'il y eut là toute une construction féodale, avec ses vastes magasins où venaient s'entasser les redevances de la terre. En témoignage de guerre, des mâchicoulis, un grand fossé au levant, vestige de l'ancienne douve, un souterrain dont l'unique ouverture se dissimule derrière un meuble, et puis, au plus haut du donjon, sous les tuiles, une plate forme entourée de meurtrières avec le trait de visière pour les fusils de rempart. Tout cela dans le même état qu'au premier jour, et vierge probablement de toute entreprise belliqueuse
Une clef, qui serait une belle arme de défense, m'ouvre l'accès du lieu. Lecteur, je vous en avertis sans tarder, la belle société du seizième et du dix-septième siècles est partie pour ne plus revenir
Quatre étages de chambres nues où s'entassent tous les produits de la moisson, toutes les récoltes du potager. La menuiserie de chêne est intacte. Escalier tournant, portes vitrées, paliers cintrés, plafonds aux énormes poutres, rien de cet appareil n'a bougé. Partout sous les pieds le plus grossier carrelage. On ne comprenait alors le chêne qu'au plafond. De grandes cheminées à colonnes. La Révolution est montée jusque-là pour gratter l'écusson qui ornait l'une d'elles. Des fenêtres barrées de fer, d'autres irrégulièrement agrandies et débarrassées de leur ferraille à mesure que la fortification devenait moins nécessaire et que l'habitation demandait plus de jour L'une des pièces principales s'orne à mi-hauteur d'une petite ouverture rectangulaire au levant. Les épaules n'y passeraient pas, mais on peut y engager la tête. On y accède par un degré, et la pierre même de la muraille s'avance pour servir d'escabeau. Sur ce siège grossier, celle qui devait être la maréchale de Vauban a sans doute passé des heures, et des heures, levant les yeux de sa couture ou de sa broderie pour contempler le vert moutonnement des premiers contrefort boisés du Morvan qui s'étagent à l'horizon.
En ce temps, la vie des grands était étrangement simple, tout près de celle de nos paysans d'aujourd'hui. Vauban, élevé en paysan parmi les travaux de la terre, orphelin dont l'éducation vint du hasard d'une rencontre avec un prêtre d'esprit cultivé, considéra sans doute comme un lieu de luxueux confort la demeure de sa fiancée. Absorbé par l'étude des mathématiques, il ignorait qu'un jour le Roi Soleil, l'appellerait Mon cousin. De telles pensées ne l'occupaient guère. Il était ruiné. La petite terre de Vauban même ne lui appartenait plus. Il avait sa fortune à faire. J'entends la chose au plus noble sens du mot… Les murs n'ont rien gardé de cette histoire si proche et si lointaine. Sous la paille, un vieux bahut éventré est, avec la pierre nue, tout ce qui parle aux yeux d'un monde disparu. Au bas de l'escalier, je retrouve la cour de ferme avec la vieille filandière que ma courtoisie avait cru devoir dispenser de la fatigue de grimper à ma suite jusqu'aux combles. Pourquoi n'ai-je pas voulu de sa compagnie? Voilà ce que la vieille dame se demande en tournant son rouet. Enfin, elle a trouvé une explication. Dès que j'apparais : “Ah vous voilà, me dit-elle, si j'avais été jeune et jolie, peut-être bien que vous m'auriez emmenée là-haut, n'est-ce pas ?” Nous rions. J'imagine que la paysanne nivernaise a dû “être emmenée là-haut” quand elle était “jeune et jolie”. Maréchale de Vauban, depuis que vous êtes partie, les murailles de vos salons ont vu beaucoup de choses. »

— Georges Clemenceau  La Dépêche de Toulouse, 1er octobre 1900.

## Propriétaires
- Claude d'Osnay, baron d'Epiry ;

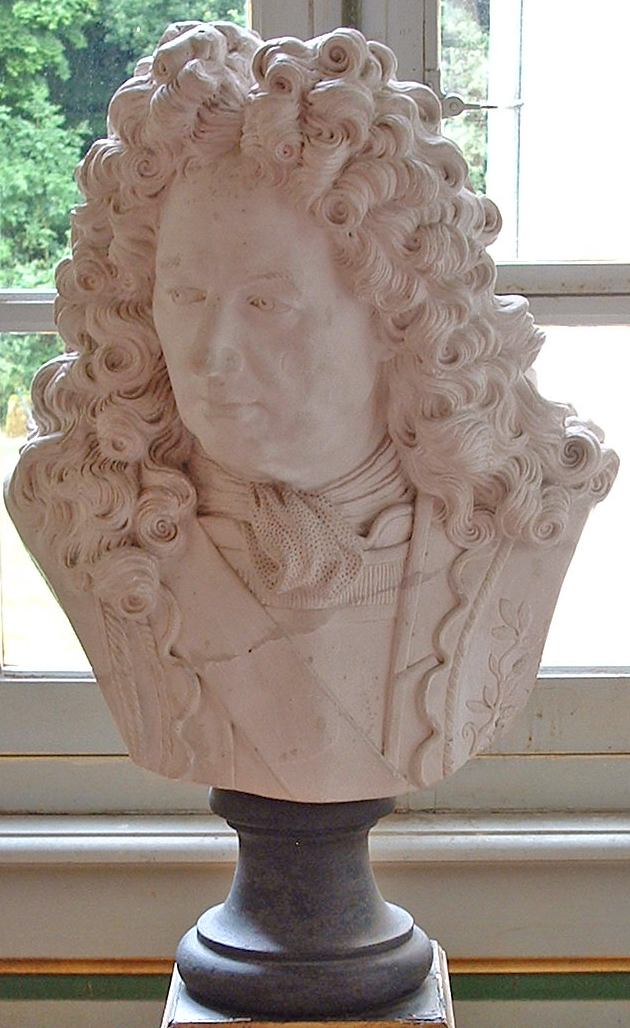
Antoine Coysevox, Buste du maréchal de Vauban, château de Bazoches.

- Sébastien Le Prestre (1633-1707) ;
- Charlotte Le Prestre de Vauban et son époux Jacques de Mesgrigny, comte d'Aunay[4].